# Holmsunds köping

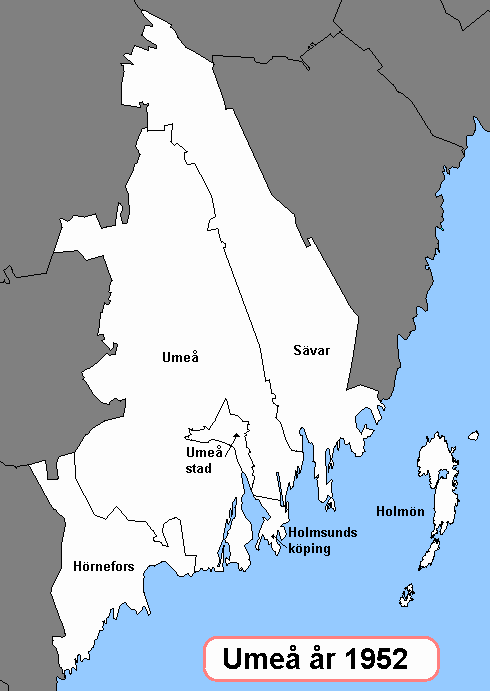
Kommuner runt Umeå år 1952.
Om inget annat anges är det en landskommun.

Holmsunds köping var en tidigare kommun i Västerbottens län. Centralort var Holmsund och kommunkod 1952-1973 var 2461. 
Köpingen, som var belägen kring Ume älvs mynningsvik Österfjärden, hade en yta på 45,23 km², varav 43,81 km² var land. Den omfattade områden på båda sidor av fjärden, inklusive den, av vikar starkt uppdelade, bergiga halvön på östra sidan, Obbolaön (20,71 km²) på västra sidan samt en del skärgård. 54 procent av landytan var skog medan endast 5 procent var åker. År 1949 hade köpingen 5 260 invånare.

## Administrativ historik
Den 9 februari 1894 inrättades Djupviks municipalsamhälle inom Umeå landskommun. Holmsunds landskommun bildades sedan den 1 januari 1918 genom en utbrytning av området kring municipalsamhället, som samtidigt bytte kommun. Ett nytt municipalsamhälle med namnet Holmsund inrättades den 3 februari 1933 av Djupviks municipalsamhälle samt Lövöns samhälle.
Den 1 januari 1947 blev Holmsund köping och landskommunen som helhet ombildades därmed till köping, samtidigt som både Holmsunds municipalsamhälle och det inom kommunen den 22 september 1939 inrättade municipalsamhället Obbola upplöstes. Kommunreformen 1952 påverkade inte indelningarna i området, då varken Västerbottens eller Norrbottens län berördes av reformen.
1967 överfördes från köpingen till Umeå stad och Umeå stadsförsamling ett obebott område med en areal av 0,48 kvadratkilometer, varav 0,05 kvadratkilometer land.
År 1971 infördes enhetlig kommuntyp och Holmsunds köping ombildades därmed, utan någon territoriell förändring, till Holmsunds kommun som i sin tur tre år senare gick upp i Umeå kommun.
I kyrkligt hänseende hörde köpingen till Holmsunds församling

## Köpingsvapnet
Blasonering: I blått fält en tvåmastad slätskonare av silver med stående gafflar, utan segel.
Detta vapen fastställdes av Kungl. Maj:t den 29 juni 1964. Se artikeln om Umeå kommunvapen för mer information.

## Geografi
Holmsunds köping omfattade den 1 januari 1952 en areal av 45,23 km², varav 43,83 km² land.

### Tätorter i köpingen 1960
| Tätort   | Folkmängd |
| -------- | --------- |
| Holmsund | 4 067     |
| Obbola   | 1 134     |

Tätortsgraden i köpingen var den 1 november 1960 99,3 procent.

## Politik

### Mandatfördelning i valen 1946-1970

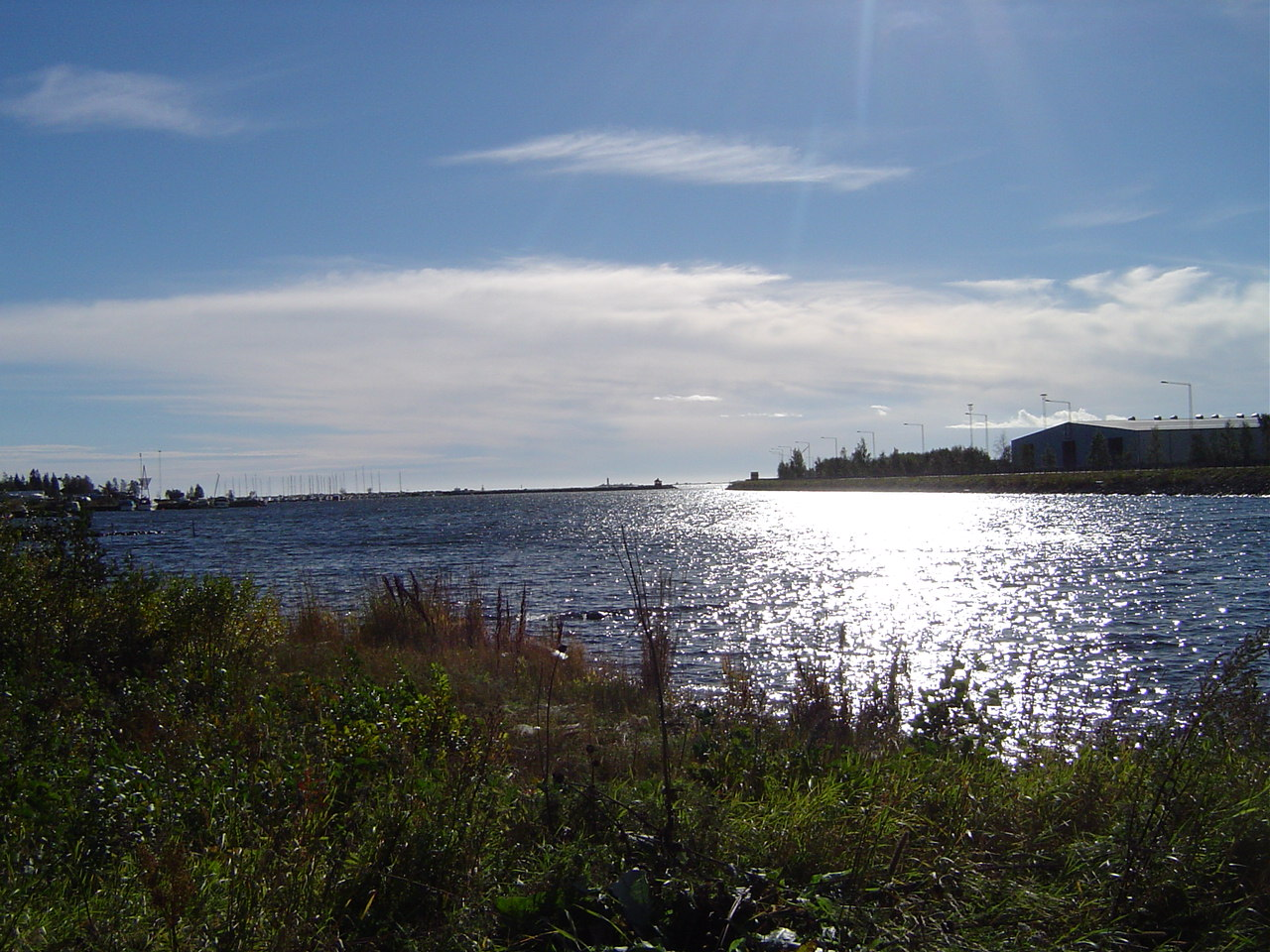
Vy från Holmsund.

| 5 | 18 | 6 |  |

| 28 |

| 2 | 21 |  | 6 |

| 29 |

| 3 | 21 |  | 5 |

| 28 |

| 2 | 22 | 6 |

| 26 |

| 3 | 21 | 6 |

| 28 |

| 4 | 19 |  | 6 |

| 25 | 5 |

| 2 | 20 | 3 | 4 |  |

| 26 |